# 星虫爱氏海葵
星虫爱氏海葵（学名：Edwardsia sipunculoides）为爱氏海葵科爱氏海葵属的动物。分布于日本、澳大利亚，包括渤海、黄海、南海等海域。